# دریادار خاکستری
دریادار خاکستری (نام علمی: Limenitis austenia) نام یک گونه از تبار دریابد است.